# Francis Dhomont
Francis Dhomont, né le 2 novembre 1926 dans le 15e arrondissement de Paris et mort le 28 décembre 2023 à Avignon, est un compositeur français de musique électroacoustique.

## Biographie

### Formation
Durant la Seconde Guerre mondiale, Francis Dhomont perd un œil, atteint par un glaucome. Il se met au piano pendant sa convalescence, se prend de passion pour la musique et décide alors de devenir compositeur. Il suit des cours de piano, avec Cécile de Brunhoff, et de composition avec Ginette Waldmeier, Charles Koechlin et Nadia Boulanger. Vers la fin des années 1940, à Paris, après quelques compositions de musique instrumentale, il découvre intuitivement, grâce à un magnétophone Webster à fil magnétique, ce que Pierre Schaeffer nommera la musique concrète. Fasciné par le monde sonore qui s'offre à lui, il expérimente en solitaire les possibilités musicales de l'enregistrement. Il abandonne progressivement l'écriture instrumentale pour se consacrer à la composition électroacoustique.

### Débuts en Provence
Au début des années cinquante, Francis Dhomont quitte Paris et s'installe avec sa famille dans le sud de la France aux Baux-de-Provence. Il subsiste tant bien que mal en exerçant divers métiers, tout en gardant contact avec les milieux musicaux. En 1963, il monte un petit studio grâce auquel il compose ses premières pièces sur bande magnétique. Ardent exégète de la modalité acousmatique, son œuvre est, depuis, exclusivement constitué de pièces sur support qui témoignent d'un intérêt constant pour une écriture morphologique et pour des ambiguïtés entre le son et l'image qu'il peut susciter.
Désireux de s'adonner davantage à la composition, il décide, en 1973, de retourner à Paris, notamment au Groupe de recherches musicales. Ses compositions commencent à attirer l'attention, notamment au Concours international de musique électroacoustique de Bourges. Il prend également les rênes du festival Musiques-Multiples à Saint-Rémy-de-Provence, avec un vaste programme d'activités artistiques. C'est durant l'édition de 1978 du festival que Francis Dhomont va rencontrer la scénographe québécoise Marthe Forget, avec qui il viendra s'installer au Québec en 1979.

### Au Québec et en France
Jusqu'en 2005, Francis Dhomont partage dès lors ses activités entre la France et le Québec. Il enseigne la musique électroacoustique à l'Université de Montréal de 1980 à 1996, en plus de participer activement à l'organisation de nombreux événements.
Il reçoit une première consécration en 1981 pour sa pièce Sous le regard d’un soleil noir, à partir de textes du psychiatre Ronald D. Laing sur la schizophrénie. L'œuvre remporte le premier prix du 9e Concours international de musique électroacoustique de Bourges et paraîtra sur disque l'année suivante. La carrière de Francis Dhomont prend alors son envol. Il est régulièrement invité à se produire dans les festivals, reçoit des commandes, participe à des émissions radiophoniques où ses qualités de communicateur et ses connaissances en font un interlocuteur apprécié.
En 1984, le gouvernement français lui attribue une commande d'état. Ce sera …mourir un peu, créé à Marseille, œuvre qui repose sur les thèmes du voyage et du départ. Francis Dhomont compose plusieurs autres œuvres qui le consacrent peu à peu comme un compositeur de premier-plan et comme théoricien de la musique acousmatique, musique qui ne bénéficie d'aucun support visuel. Mentionnons Points de fuite, Drôles d’oiseaux, Signé Dionysos et Chiaroscuro. Il touche également au cinéma avec la trame musicale de Les traces du rêve de Jean-Daniel Lafond en 1986, à la musique de scène avec Poe-Debussy, Autour de la maison Usher en 1988 et au genre multimédia avec Chroniques de la lumière en 1989, sur une installation de Luc Courchesne.
L'année 1989 est faste pour Francis Dhomont. En plus de la création d'œuvres d'envergure, comme Novars, il est nommé membre honoraire de la Communauté électroacoustique canadienne (CÉC) et Compositeur agréé du Centre de musique canadienne (CMC).
En 1991, pour les 65 ans du compositeur, un coffret commémoratif de deux disques, sous étiquette empreintes DIGITALes, Mouvances-Métaphores, ainsi qu'un concert-hommage viennent souligner cet anniversaire. Francis Dhomont reçoit également des commandes radiophoniques, dont Simulacres : un autoportrait et Les figures de la nuit.
Il épouse Inés Wickmann, artiste visuelle, en 1996. Toujours sollicité à travers le monde, Francis Dhomont retourne s'installer à Avignon en France en 2004. À l'occasion de son 80e anniversaire en 2006, plusieurs concerts hommages lui sont consacrés.

### Autres contributions
Francis Dhomont a assuré la direction de numéros spéciaux aux éditions Musiques & Recherches (Belgique) et de «Électroacoustique Québec : l'essor» - pour la revue Circuit (Montréal). Coresponsable musical du Dictionnaire des arts médiatiques, édité par l'Université du Québec à Montréal (UQAM), il est également conférencier et a réalisé plusieurs émissions pour Radio-Canada et Radio-France.
Il est régulièrement invité à participer à des jurys.

### Mort
Francis Dhomont meurt le 28 décembre 2023 à l'âge de 97 ans,.

## Honneurs
Francis Dhomont a été couronné cinq fois par le Concours international de musique électroacoustique de Bourges (France), notamment le Prix du Magisterium en 1988.
Deuxième prix au Prix Ars Electronica 1992 (Linz, Autriche).
Il a été récipiendaire, en 1997, du prix Lynch-Staunton du Conseil des Arts du Canada et l'invité du DAAD à Berlin (Allemagne).
En 1999, il a obtenu cinq premiers prix pour quatre de ses œuvres dans des concours internationaux (Brésil, Espagne, Italie, Hongrie et République tchèque).
Le Conseil des arts et des lettres du Québec lui a attribué une de ses prestigieuses bourses de carrière.
Son disque Jalons a remporté un Prix Opus dans la catégorie Disque de l'année - électroacoustique d'avant-garde lors du gala de 2003.
Il a été reçu docteur honoris causa à l'université de Montréal en 2007.

## Discographie
- Études pour Kafka[6] (empreintes DIGITALes, IMED 09102, 2009)
- … et autres utopies[7] (empreintes DIGITALes, IMED 0682, 2006)
- Jalons[8] (empreintes DIGITALes, IMED 0365, 2003)
- Cycle du son[9] (empreintes DIGITALes, IMED 0158, 2001)
- Frankenstein Symphony (Asphodel, ASP 0978, 1997)
- Forêt profonde[10] (empreintes DIGITALes, IMED 9634, 1996)
- Sous le regard d'un soleil noir[11] (empreintes DIGITALes, IMED 9633, 1996)
- Les dérives du signe[12] (empreintes DIGITALes, IMED 9608, 1996)
- Cycle de l'errance[13] (empreintes DIGITALes, IMED 9607, 1996)
- Mouvances~Métaphores (empreintes DIGITALes, IMED 9107/08, 1991)
- 2016 Le cri du choucas[14]
- 2020 Images nomades[15]

## Œuvres
- À cordes perdues (1977), contrebasse et bande
- L'air du large (1997-98)
- À propos de K (2006)
- Asie (1975), audiovisuel (images de Giovanni Biaggini)
- Assemblages (1972)
- AvatArsSon (1998)
- Brief an den Vater (2005)
- Cathédrale d'images (1977), audiovisuel géant
- Chiaroscuro (1987)
- Chroniques de la lumière (1989, 2005)
- Cité du dedans (1972)
- Convulsive! (1995)
- Corps et âme (2001-02)
- CPH Pendler Music (1997)
- Drôles d'oiseaux (1985-86, 2001)
- L'électro (1990)
- En cuerdas (1998)
- Espace / Escape (1989)
- Espaces sonores pour des textes de Jean Tortel (1976), œuvre radiophonique
- Figures de la nuit / Faces of the Night (1991-92)
- Forêt profonde (1994-96)
- Frankenstein Symphony (1997)
- Glank-50 (2002)
- Here and There (2003)
- Je te salue, vieil océan! (1998, 2000-04)
- Lettre de Sarajevo (1995-96)
- La liberté ou la mort (1976), musique de scène
- Mais laisserons-nous mourir Arianna? (1979)
- Métonymie ou le corps impossible (1976)
- Moirures (2006), vidéomusique
- Les moirures du temps (1999-2000)
- mourir un peu (1984-87)
- Nocturne à Combray (1995-96)
- Novars (1989)
- Objets retrouvés (1996)
- Phonurgie (1998)
- Poe-Debussy, Autour de la maison Usher (1988), Musique de scène pour un théâtre musical de Marthe Forget
- Points de fuite (1982)
- Premières traces du Choucas (2006)
- Previews (1994)
- Puzzle (1975)
- Qui est là? (1990)
- Reflets LR (2003-06), vidéomusique
- Ricercare (1998)
- Signé Dionysos (1986-91)
- Simulacres: un autoportrait (1991)
- Sol y sombra L'espace des spectres (1998, 2000), guitare et bande
- Sous le regard d'un soleil noir (1979-81)
- Studio de nuit (1992)
- Syntagmes (1975)
- Terre d'ombres (2006), vidéomusique
- Les traces du rêve (1986), musique de film, Les traces du rêve de Jean-Daniel Lafond, ONF
- Transits élémentaires (1983)
- Un autre Printemps (2000)
- Un autre Printemps [vidéo] (2000)
- Vol d'Arondes (1999, 2002)
- Voyage dans le voyage (1991), œuvre radiophonique
- Voyage-miroir (2004)
- Zones et rhizomes (1978)

## Publications
- Dhomont, Francis, [Keynote] Abstraction et figuration dans ma musique… et autres considérations, eContact! 16.3 — TES 2013: Toronto Electroacoustic Symposium / Symposium électroacoustique de Toronto (octobre 2014), Montréal : CEC.
- L’écriture acousmatique: Rappels et questionnements, eContact! 12.4 — Perspectives on the Electroacoustic Work / Perspectives sur l’œuvre électroacoustique (août 2010), Montréal : CEC.
- 2008, Abstraction et figuration dans ma musique / Abstraktion und Gegenständlichkeit in meiner Musik (French/German), Komposition und Musikwissenschaft im Dialog VI, édité par Marcus Erbe et Christoph von Blumröder. Vienne : Verlag Der Apfel, 2008, pp. 134–16, disponible en ligne à eContact! 11.2 — Figures canadiennes (2) / Canadian Figures (2) (juillet 2009), Montréal : CEC.
- Abstraction et figuration dans ma musique, eContact! 11.2 — Figures canadiennes (2) / Canadian Figures (2) (juillet 2009), Montréal : CEC.
- Éléments pour une syntaxe, eContact! 11.2 — Figures canadiennes (2) / Canadian Figures (2) (juillet 2009), Montréal : CEC.
- METACLASSIQUE la musique classique et au-delà, Metaclassique n° 285 - Nouer (juillet 2024).